# Тростянецкий парк
«Тростянецкий парк» или «Нескучанский парк» (укр. Тростянецький парк) — парк-памятник садово-паркового искусства, расположенный на территории Тростянецкого района (Сумская область, Украина). Парк является местом поиска вдохновения для художников-пейзажистов (проведения пленэров) и местом исследований в области лесоводства. 
Площадь — 253 га.

## История
В 1960 году парк стал объектом ПЗФ общегосударственного значения. Статус памятника природы был присвоен постановлением Совета министров УССР от 30 августа 1990 года № 18. Положение про природоохранный статус было утверждено Приказом Министерства экологии и природных ресурсов от 12 декабря 2012 года № 632.
Парк был заложен в начале 19 века потомками Тимофея Васильевича Надаржинского. Пруды были созданы в начале 19 века, а третий пруд — в 1980-е года. В 1809 году в парке был построен так называемый «Грот Нимф» — место театрализованных представлений. После Октябрьской революции парк стал местом для исследований в области лесоводства. В 1911 году на севере парка один из владельцев, сахарозаводчик, Леопольд Кёниг построил дом (управляющего имением), который сейчас служит офисом Краснотростянецкого отделения (организованное в 1923 году) Украинского научно-исследовательского института лесного хозяйства. В 1928 году был заложен дендрологический парк, а в 1962-64 годах еще один площадью 6 га.

## Описание
Парк-памятник садово-паркового искусства был создан с целью сохранения и охраны парка, созданного в начале 19 века в урочище Нескучное. Парк расположен в квадратах 5, 14-16 Нескучанского лесничества на территории Тростянецкого горсовета (66,6 га) и Становского сельсовета (189,4 га) — между городом Тростянец и сёлами Становая и Лучка. В парке расположено три пруда на реке Тростинка общей площадью 18,4 га.
Ближайший населённый пункт — Тростянец.

## Природа
Основу парка составляют лиственные леса, хвойные леса расположены вокруг прудов. Растительность парка представлена доминирующими лиственными породами деревьевː дуб, клён, тополь, берёза, липа. Некоторые дубы парка достигают возраста 300-400 лет. Всего на территории парка произрастает свыше 100 видов и разновидностей деревьев и кустарников.